# Amtsgericht Wolfhagen
Das Amtsgericht Wolfhagen war ein preußisches Amtsgericht mit Sitz in Wolfhagen.

## Vorgeschichte
In Kurhessen erfolgte 1821 die Trennung der Rechtsprechung von der Verwaltung und für die Rechtsprechung wurden Justizämter, darunter das Justizamt Wolfhagen mit Sitz in Wolfhagen eingerichtet. Es war dem Obergericht für die Provinz Niederhessen zugeordnet.

## Geschichte
Mit der Annexion Kurhessens durch Preußen 1866, wurden in der neuen Provinz Hessen-Nassau Amtsgerichte eingerichtet. Das Justizamt Wolfhagen wurde entsprechen in das Amtsgericht Wolfhagen umgewandelt. Dieses war dem Kreisgericht Kassel zugeordnet. Mit der Einführung der Reichsjustizgesetze entstanden 1879 reichsweit einheitlich Amtsgerichte. Das Amtsgericht Wolfhagen behielt damit seinen Namen und erhielt die neuen Funktionen. Es war nun eines der 34 Amtsgerichte im Bezirk des Landgerichtes Kassel. Am Gericht bestand eine Richterstelle. Es war damit ein kleines Amtsgericht im Landgerichtsbezirk. Sein Gerichtsbezirk umfasste den Kreis Wolfhagen ohne die Teile, die den Amtsgerichten Allendorf, Großalmerode, und Lichtenau zugeordnet waren.
Nach der Auflösung der Amtsgerichte Allendorf, Großalmerode und Lichtenau 1943–1945 war das Amtsgericht Wolfhagen für den ganzen Kreis Wolfhagen zuständig. Im Rahmen der Strukturreform der hessischen Justiz wurde das Amtsgericht Wolfhagen zum 1. Januar 2005 aufgelöst. Zum Zeitpunkt der Auflösung bestanden zwei Richterstellen.

## Gerichtsgebäude
Das Gebäude des Amtsgerichtes (Gerichtsstraße 5) wurde zu Wohnzwecken umgebaut. Es entstanden 15 stationäre, barrierefreie Wohnmöglichkeiten für Menschen mit Behinderung.

## Richter
Richter am Amtsgericht Wolfhagen waren unter anderem:
- Hartmut Nassauer
- Andreas Rhiel